# Fréhel (Côtes-d'Armor)
 Fréhel  (en bretón Frehel) es una población y comuna francesa, situada en la región de Bretaña, departamento de Côtes-d'Armor, en el distrito de Dinan y cantón de Matignon.

## Demografía
| 1503 | 1510 | 1420 | 1378 | 1326 | 1326 | 1584 |
| Para los censos de 1962 a 1999 la población legal corresponde a la población sin duplicidades (Fuente: INSEE [Consultar]) |      |      |      |      |      |      |